# Ibrahim Sarsur
Ibrahim Sarsur (hebr. אברהים צרצור, ur. 2 lutego 1947 w Kafr Kasim) – izraelski polityk, Arab, poseł do Knesetu w latach 2006–2015, szef partii Ra’am.

## Życiorys
W latach 70. studiował literaturę i lingwistykę angielską na Uniwersytecie Bar Ilan. Jako mieszkaniec Kafr Kasim, Sarsur zasiadał w lokalnej radzie w latach 1989–1999. W 1999 roku został przewodniczącym południowej frakcji Ruchu Islamskiego w Izraelu (postrzeganej jako bardziej umiarkowana niż jej północna odpowiedniczka). Jest jednym z współprzewodniczących Najwyższego Komitetu Nadzoru Izraelsko-Arabskiego (arab. لجنة المتابعة العليا للجماهير العربية في إسرائيل), organizacji powstałej w 1982 roku w celu koordynowania politycznej aktywności izraelsko-arabskiej.
Aktywny członek Ra’am zanim jeszcze ugrupowanie to połączyło się z Ta’al Ahmada at-Tajjibiego, był nr 1 na wspólnej liście obu partii w wyborach w 2006 – zdobył wówczas mandat po raz pierwszy. W wyborach w 2009 i 2013 ponownie dostawał się do Knesetu. W 2015 utracił miejsce w parlamencie.